# Naomi Canning
Naomi Canning es un personaje ficticio de la serie de televisión australiana Neighbours, interpretada por la actriz Morgana O'Reilly del 25 de marzo de 2014 hasta el 2 de octubre del 2015.

## Biografía
Naomi llega por primera vez a Erinsborough en marzo del 2014 y cuando va a "Charlie's" conoce a Paul Robinson con quien toma una copa y coquetea, cuando Sheila Canning llega al bar Naomi le dice a Paul que Shiela es su madre y cuando se encuentran Sheila la invita a su casa, ahí Shelia le pregunta a su hija porqué se había aparecido después de no hablar con ella por 5 años y Naomi le explica que quería verla pero que también había perdido su cartera, su trabajo y su apartamento por lo que Shelia le permite mudarse con ella por unos días. Poco después Naomi acepta a ir a cenar con Paul.
Shiela comienza a sospechar que Naomi le está guardando secretos y la acusa de repetir los mismos errores del pasado, los cuales incluían un romance con un hombre casado. Poco después Naomi va a una entrevista como asistente de Toadfish Rebecchi, al inicio Naomi no acepta el trabajo cuando ve que el pago es muy poco pero más tarde negocia con Toadie un mejor salario y acepta el trabajo, inmediatamente después Naomi comienza a sentirse atraída por Toadie.
Norm Symonds llega a Ramsay Stret buscando a Naomi y cuando la encuentra le revela que él es amigo de Polly Tranner, la esposa de Charles, el amante de Naomi y que la estaba buscando para recuperar un cuadro que ella se había llevado, cuando Naomi le dice que no lo tiene, Norm entra a la fuerza a su casa pero cuando Sheila lo descubre lo saca.
Cuando la policía finalmente confisca la pintura Naomi se enfurece, cuando Polly llega furioso con Naomi la abofetea y comienzan una pelea que Sheila termina de separar.
El 2 de octubre del 2015 Naomi decide irse de Erinsborough para trabajar en los Estados Unidos luego de que su relación con Paul Robinson terminara en malos términos.